# 주아이티 중화민국 대사관
주아이티 중화민국 대사관(中華民國駐海地大使館, Embassy of the Republic of China (Taiwan) in Haiti)는 중화민국이 아이티의 수도 포르토프랭스에 설치한 대사관이다.

## 역사
- 1956년 4월 25일 중화민국과 아이티 양국 간 외교 관계가 수립되고 동년 7월 2일에 주쿠바 중화민국 공사관이 주 아이티 공사관을 관할하였다.
- 1960년 5월 30일 포르토프랭스에 주아이티 중화민국 공사관이 개설된 후, 1965년 9월 7일 공사관이 승격하는 형태로 주아이티 중화민국 대사관이 설립하였다.
- 1966년 10월 5일 초대 특명전권대사 가오스밍(高士銘)이 부임한 이래, 반세기 이상에 걸쳐 대사관이 존속하고 있다.
- 2021년 7월 8일 조브넬 모이즈 대통령 암살 실행범으로 보이는 복수의 괴한들이 중화민국 대사관 부지 내에 잠복해 있는 것이 발각되어, 같은 날 아이티 국가경찰이 대사관측으로부터 출입 허가를 받은 후 부지 내에 있던 11명의 불법 침입자를 체포했다.

## 같이 보기
- 중화민국 외교부